# Микхаузен
Микхаузен (њем. Mickhausen) општина је у њемачкој савезној држави Баварска. Једно је од 46 општинских средишта округа Аугсбург. Према процјени из 2010. у општини је живјело 1.352 становника. Посједује регионалну шифру (AGS) 9772178.

## Географски и демографски подаци
Микхаузен се налази у савезној држави Баварска у округу Аугсбург. Општина се налази на надморској висини од 540 метара. Површина општине износи 15,9 km². У самом мјесту је, према процјени из 2010. године, живјело 1.352 становника. Просјечна густина становништва износи 85 становника/km².